# The Wicked Symphony
The Wicked Symphony è il quarto album del gruppo musicale power metal degli Avantasia, pubblicato il 3 aprile 2010.

## Il disco
Il disco è stato pubblicato sia in versione singola che in un doppio cofanetto con il gemello Angel of Babylon, con il quale prosegue la seconda parte della saga cominciata con The Scarecrow.
Come nel precedente disco fanno lo loro ricomparsa Jørn Lande, Michael Kiske e Bob Catley, mentre dal passato ritorna Andre Matos. Tra le nuove voci troviamo Russell Allen (Symphony X), Tim “Ripper” Owens (ex-Judas Priest) e Klaus Meine (Scorpions), che divide la scena con Tobias Sammet nel singolo apripista dell’album Dying for an Angel.

## Tracce
Testi e musiche di Tobias Sammet.
1. The Wicked Symphony (feat. Jørn Lande e Russell Allen) – 9:28
2. Wastelands (feat. Michael Kiske) – 4:43
3. Scales of Justice (feat. Tim "Ripper" Owens) – 5:03
4. Dying for an Angel (feat. Klaus Meine) – 4:31
5. Blizzard on a Broken Mirror (feat. Andre Matos) – 6:06
6. Runaway Train (feat. Jørn Lande, Michael Kiske e Bob Catley) – 8:41
7. Crestfallen (feat. Jørn Lande) – 4:01
8. Forever Is a Long Time (feat. Jørn Lande) – 5:05
9. Black Wings (feat. Ralf Zdiarstek) – 4:37
10. States of Matter (feat. Russell Allen) – 3:56
11. The Edge – 4:11

Durata totale: 60:22

## Formazione
- Tobias Sammet - voce, basso
- Sascha Paeth - chitarra, produttore
- Eric Singer - batteria
- Miro - tastiere/Orchestra

### Musicisti
- Chitarra
  - Bruce Kulick (Runaway Train)
  - Oliver Hartmann (Wastelands, Forever Is a Long Time)
- Batteria
  - Felix Bohnke (The Wicked Symphony, Blizzard on a Broken Mirror)
  - Alex Holzwarth (Scales of Justice, Forever Is a Long Time, States of Matter)